# Osíčany
Osíčany je jižní část obce Koválovice-Osíčany v okrese Prostějov. V roce 2009 zde bylo evidováno 59 adres. V roce 2001 zde trvale žilo 107 obyvatel.
Osíčany je také název katastrálního území o rozloze 2,14 km2.

## Název
Na vesnici bylo přeneseno původní pojmenování jejích obyvatel Osěčané - "obyvatelé oseku" (osek bylo vykácené místo v lese). Samohláska ve druhé slabice je ze zdrobněliny osíček - "malý osek".

## Historie
První písemná zmínka o obci pochází z roku 1365.

## Obyvatelstvo

### Struktura
Vývoj počtu obyvatel za celou obec i za jeho jednotlivé části uvádí tabulka níže, ve které se zobrazuje i příslušnost jednotlivých částí k obci či následné odtržení.
| Místní části   | Místní části | 1869 | 1880 | 1890 | 1900 | 1910 | 1921 | 1930 | 1950 | 1961 | 1970 | 1980 | 1991 | 2001 | 2011 |
| -------------- | ------------ | ---- | ---- | ---- | ---- | ---- | ---- | ---- | ---- | ---- | ---- | ---- | ---- | ---- | ---- |
| Počet obyvatel | část Osíčany | 201  | 212  | 218  | 204  | 217  | 231  | 229  | 201  | 197  | 170  | 122  | 125  | 107  | 114  |
| Počet domů     | část Osíčany | 34   | 44   | 44   | 44   | 46   | 48   | 52   | 53   | 0    | 50   | 46   | 53   | 55   | 52   |

## Pamětihodnosti
- Kaplička P. Marie